# Busso XVI. von Alvensleben

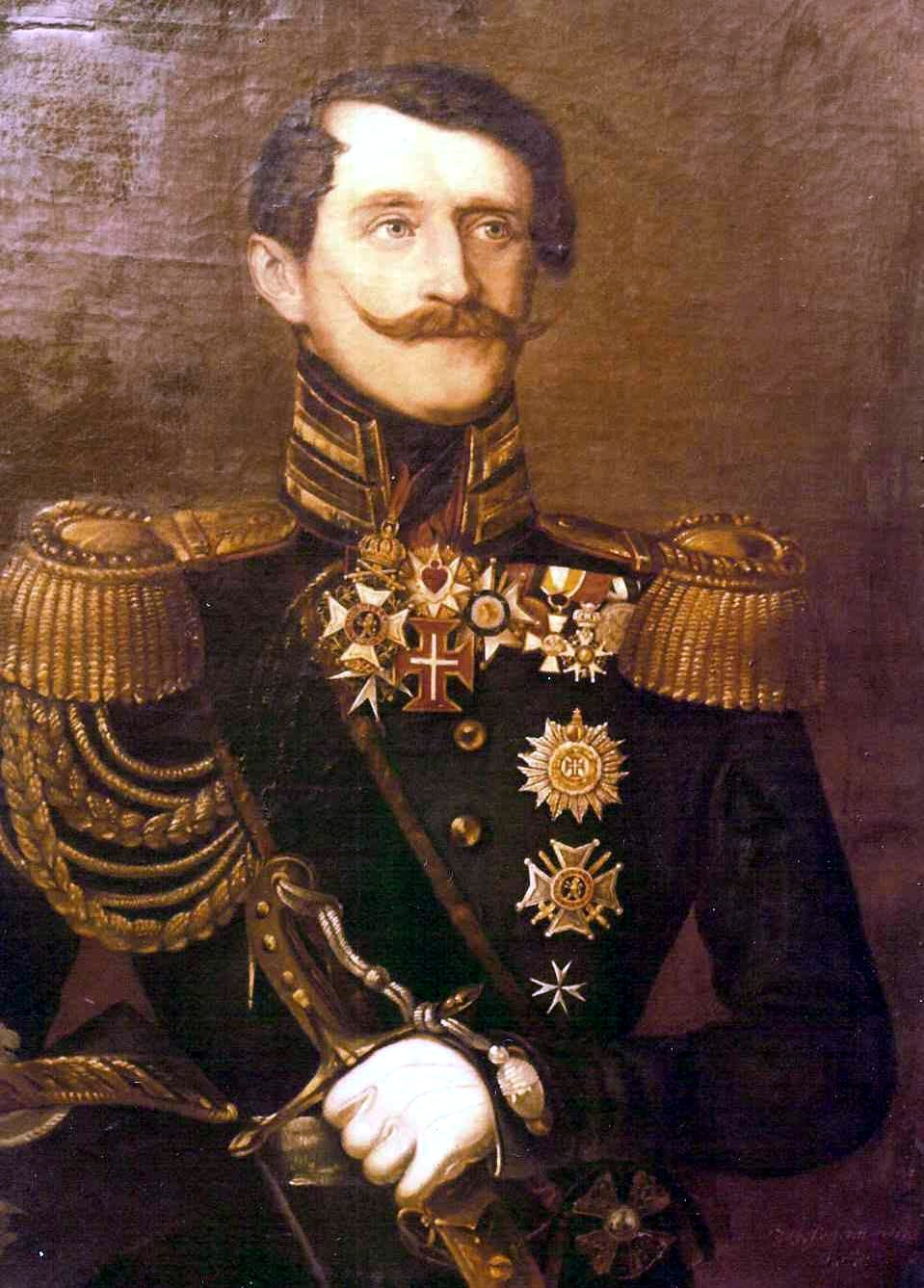
Busso XVI. von Alvensleben (1792–1879)

Busso XVI. von Alvensleben (* 7. Juni 1792 in Zichtau; † 28. Oktober 1879 in Coburg) war General und Hofmarschall des Herzogs von Sachsen-Coburg und Gotha.

## Familie
Er stammte aus dem niederdeutschen Adelsgeschlecht von Alvensleben und war der jüngste Sohn von Georg Dietrich II. Alvensleben (1727–1810) aus dem Hause Zichtau (neue Seite Berge) und der Wilhelmine Bodenburg. 1821 heiratete er in Coburg Juliane von Bissing-Kornatowski (1804–1889) und hatte mit ihr fünf Kinder, von denen aber nur zwei ihn überlebten. Die Tochter Clara Bertha (1836–1930) heiratete 1855 Gustav von Meyern-Hohenberg.

## Leben
Im Alter von 13 Jahren trat er 1805 als Fahnenjunker in das preußische Infanterieregiment von Tschammer ein, das jedoch nach dem verlorenen Krieg gegen Napoleon 1806 aufgelöst wurde. 1809 schloss er sich zusammen mit seinem älteren Bruder Ludwig (1767–1809) dem Freikorps von Major Ferdinand von Schill an. Sein Bruder fiel in Stralsund, er selbst geriet in Gefangenschaft und wurde zum Tode verurteilt. Er entging jedoch der Erschießung in Wesel, weil ein mitleidiger Unteroffizier dem erst siebzehnjährigen Freischärler zur Flucht verhalf.
1810 trat Alvensleben als Unterleutnant in die Dienste des Herzogs von Sachsen-Coburg und machte 1812 als Oberleutnant den Feldzug gegen Russland mit. Beim Rückzug von Wilna wurde er durch einen Säbelhieb schwer verletzt und galt zunächst als tot, wurde jedoch gerettet und geriet in russische Gefangenschaft, die er unter größten Entbehrungen überlebte.
1814 konnte er nach Coburg zurückkehren und nahm anschließend noch an den Belagerungen von Mainz und Neubreisach teil. 1817 war er bereits Hauptmann und unterbrach seinen Militärdienst, um von 1818 bis 1820 in Jena zu studieren. 1824 wurde er zum Kammerherrn ernannt, 1826 wurde er Major, 1833 Oberstleutnant und zugleich Leiter des herzoglichen Marstalls, 1836 Oberstallmeister, 1840 Oberst, 1844 Excellenz, 1847 Generaladjudant und 1854 Generalmajor.
Alvensleben genoss das Vertrauen von Herzog Ernst I. und wurde von diesem immer mehr zu diplomatischen Missionen eingesetzt: So ging er 1830 nach Petersburg, um für den Herzog um die Hand der Herzogin Marie von Württemberg zu werben. 1836 und 1837 führte er die Verhandlungen, die zur Vermählung der Prinzessin Victoria von Großbritannien mit Prinz Albert von Sachsen-Coburg und Gotha führte. Dabei konnte er sich das besondere Vertrauen der Königin erwerben, die ihm ihr mit Edelsteinen gerahmtes Miniaturporträt schenkte und einen Maler nach Coburg schickte, der für sie ein Bild Alvenslebens zu malen hatte.
Gustav Freytag wollte die Geschichte seines Lebens schreiben, aber Alvensleben weigerte sich aus Gründen des Taktes und der Verschwiegenheit das Material dafür zur Verfügung zu stellen.
1818 war er Taufpate von Thekla Dorette Caroline Auguste Elise von Könitz (1818–1887), Tochter von Anton von Könitz.